# مدينة ألعاب الهيلي

شعار

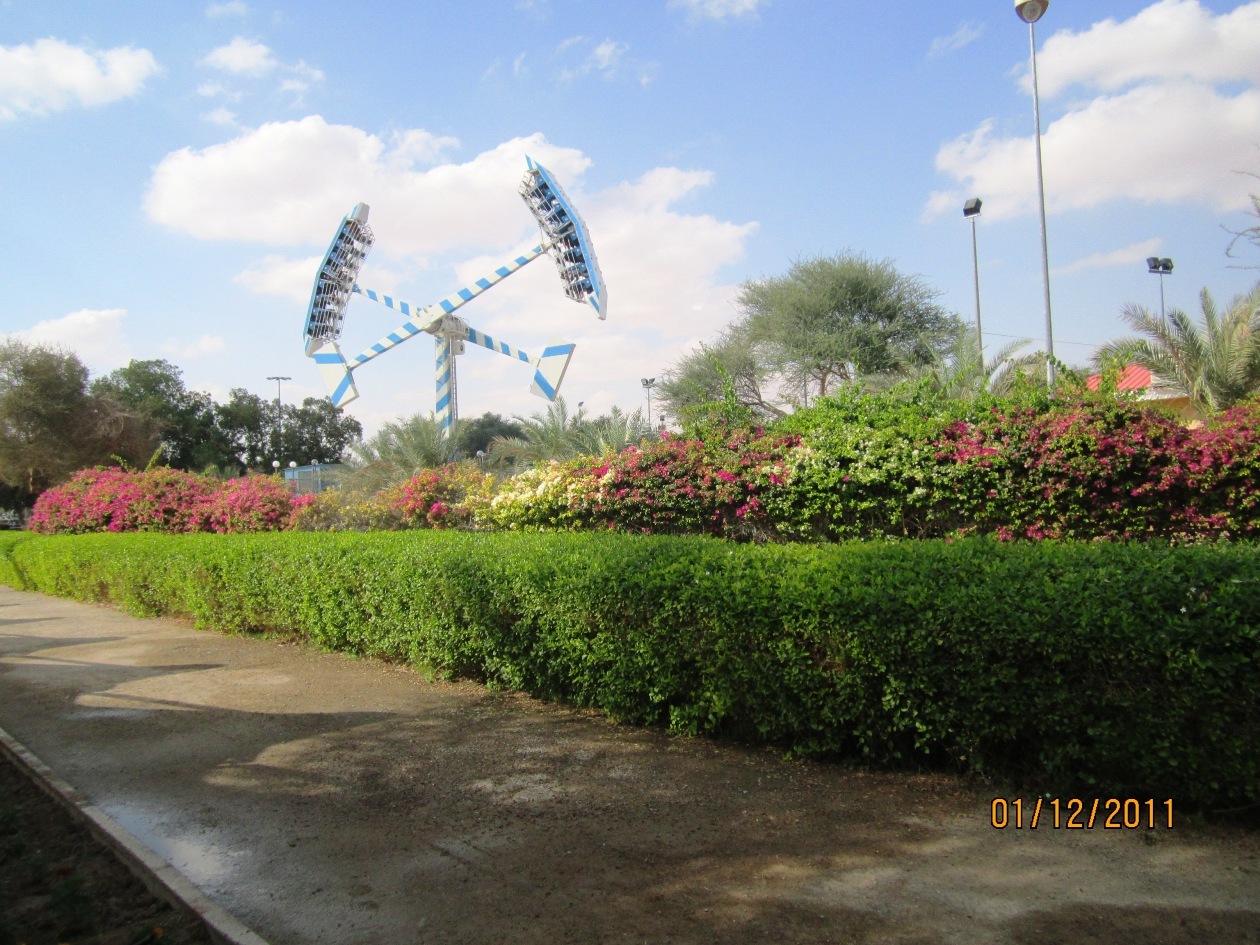
لعبة الشاحوف (المقص) في مدينة ألعاب الهيلي

مدينة ألعاب الهيلي أو حديقة الهيلي الترفيهية هي أول منتزة ترفيهي في الإمارات العربية المتحدة والخليج العربي، تقع في مدينة العين منطقة الهيلي، على بُعد ساعة ونصف من أبوظبي، قرب استاد الشيخ سلطان بن زايد آل نهيان.تضم العديد من معالم الجذب والمرافق التي تناسب مختلف الأعمار ،تم أفتتاح المدينة في عام 1985، وتمت إعادة صيانة الحديقة وافتتاحها عام 2009، وتضم أكثر من 30 لعبة. ألعاب الأطفال وألعاب عائلية وألعاب الإثارة والتشويق، كما تضم عدد كبير من أكشاك المطاعم ، وبحيرة قوارب كبيرة  وتضم صالة تزلج أولمبية الحجم تأسست في عام 1987، بعد عامين من افتتاح الحديقة. وهي أول حلبة للتزلج على الجليد في دولة الإمارات العربية المتحدة.